# Fidel Manrique
Fidel Manrique Garrido (Medina del Campo, Valladolid, 1950) es un  anarcosindicalista español. Participó en la reorganización del sindicato CNT desde 1976, sindicato del que fue secretario general el periodo 2007-2010.

## Biografía
Nacido en Medina del Campo en 1950, Fidel Manrique estudió en la Escuela de Maestría Industrial de Santander.  A finales de los años 60 se traslada a Barcelona a trabajar en la industria química. Allí entra en contacto con miembros del Movimiento Ibérico de Liberación (MIL por sus siglas) y se interesa por el anarquismo al leer El apoyo mutuo de Piotr Kropotkin. En 1976 regresó a Cantabria y colaboró activamente en la reconstrucción de la CNT. Forma parte de la agrupación de Torrelavega.
En 1980 fue detenido por un atraco realizado junto a otros anarquistas dos años antes a la sucursal de un banco. Manrique declaró que «nos daba rabia ver cómo nuestra organización carecía de dinero mientras que el Gobierno se negaba a devolvernos un patrimonio valorado en miles de millones de pesetas que nos arrebataron por la fuerza de las armas».
Fue secretario General de la Confederación Nacional del Trabajo (CNT) desde el 21 de julio de 2007 hasta diciembre de 2010.